# 亭店杨氏民居
亭店杨氏民居，又称杨阿苗民居，位于中国福建省泉州市鲤城区江南街道亭店社区，1991年4月17日公布为第三批福建省文物保护单位，2013年3月5日公布为第七批全国重点文物保护单位。
杨阿苗民居的历史年代为清。